# II. Aripert longobárd király
II. Aripert, más írásmóddal Aribert (680 körül – 712 márciusa) longobárd király 702-től haláláig.

## Élete
Reginpert fiaként született. Édesapja 701-es rövid uralkodását követően újra az előbbi király, Liutpert került az ország élére. Azonban Aripert Paviánál legyőzte őt és a régensnek, Ansprandnak az embereit. Liutpertet elfogatta és nemsokára megfojtatta egy fürdőben, Ansprandot pedig az Alpokba kényszerítette menekülni. A fővárost kezébe kerítve 703-ra szilárdította meg hatalmát.
Ugyancsak 703-ban Faroald, Spoleto hercege megtámadta a Ravennai Exarchátust. Viszont Aripert – mert jó kapcsolatot akart a Pápasággal és a Bizánci Császársággal – nem volt hajlandó segíteni neki, sőt megpróbálta uralma alá vonni Spoletot (és Beneventót).
Aripert igyekezett jó kapcsolatot kialakítani VI. János pápával. Ennek jegyében hatalmas területeket adományozott az egyházfőnek a Cotti-Alpokban.
711-ben az általa száműzött Ansprand visszatért az országba – Theudebert bajor herceg hatalmas seregével. Sok Venetia-i is csatlakozott a visszatérő régens hadához. Aripert serege Paviánál vereséget szenvedett. A király kincseivel elmenekült, és megpróbált átkelni Galliába a Ticino folyón, azonban a folyó elnyelte. Ticinumban temették el a Megváltó templomában. A longobárdok pedig hamarosan elismerték Ansprandot egyedüli királyuknak.

## Eredeti források
- Pauli Historia Langobardorum
- Origo Gentis Langobardorum